# Boardwalk Real Estate Investment Trust
Pour les articles homonymes, voir Boardwalk (homonymie).
La Boardwalk Real Estate Investment Trust, ou simplement Boardwalk REIT, est une société d'investissement immobilier cotée (SIIC, en anglais REIT) de type OPCVM canadienne du secteur de l'immobilier basée à Calgary. Fondée en 1984, elle se spécialise dans la location immobilière d'unités d'habitations.

## Histoire
Sam et Van Kolias fondent Boardwalk en 1984 avec un édifice de 16 unités à Calgary. En 1994, leur compagnie entrait à la bourse de Toronto.
En 2015, Boardwalk vend ses 1 685 unités à Windsor à un investisseur privé pour 136 millions $ (CAD).
En décembre 2021, Boardwalk lance le BWell Wellness Certification Program, un programme de certification pour les unités qui rempliront certains critères le design, l'innovation, la sécurité et l'inclusion de leurs résidents, entre autres.
En 2013, l'entreprise se classait au 1973e rang dans le Forbes Global 2000.

## Services et fonctionnement

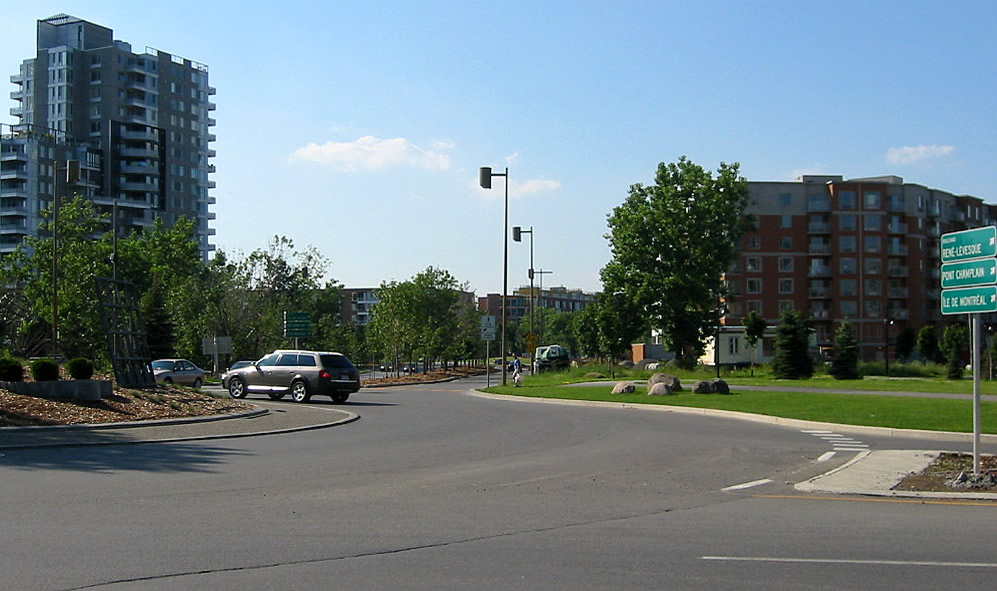
L'Île des Sœurs, où Boardwalk possède un grand nombre d'appartements.

Boardwalk possède des édifices en Ontario, en Colombie-Britannique, au Saskatchewan, au Québec et en Alberta. À Edmonton, elle possède notamment un complexe de 1 170 unités, le West Edmonton Village. En date de 2012, la société possédait 225 propriétés totalisant 35 277 unités de location et environ 2.8 millions de mètres carrés. 
Employant 1 600 employés à temps plein, l'entreprise est basée à Calgary et est cotée à la bourse de Toronto sous l'indicatif BEI.UN. Boardwalk appartient à 50.2 % à des particuliers, 18.6% par des corporations privées, 16.8% par des particuliers et à 14.4 % par des investisseurs privés.